# Belgica (automerk)

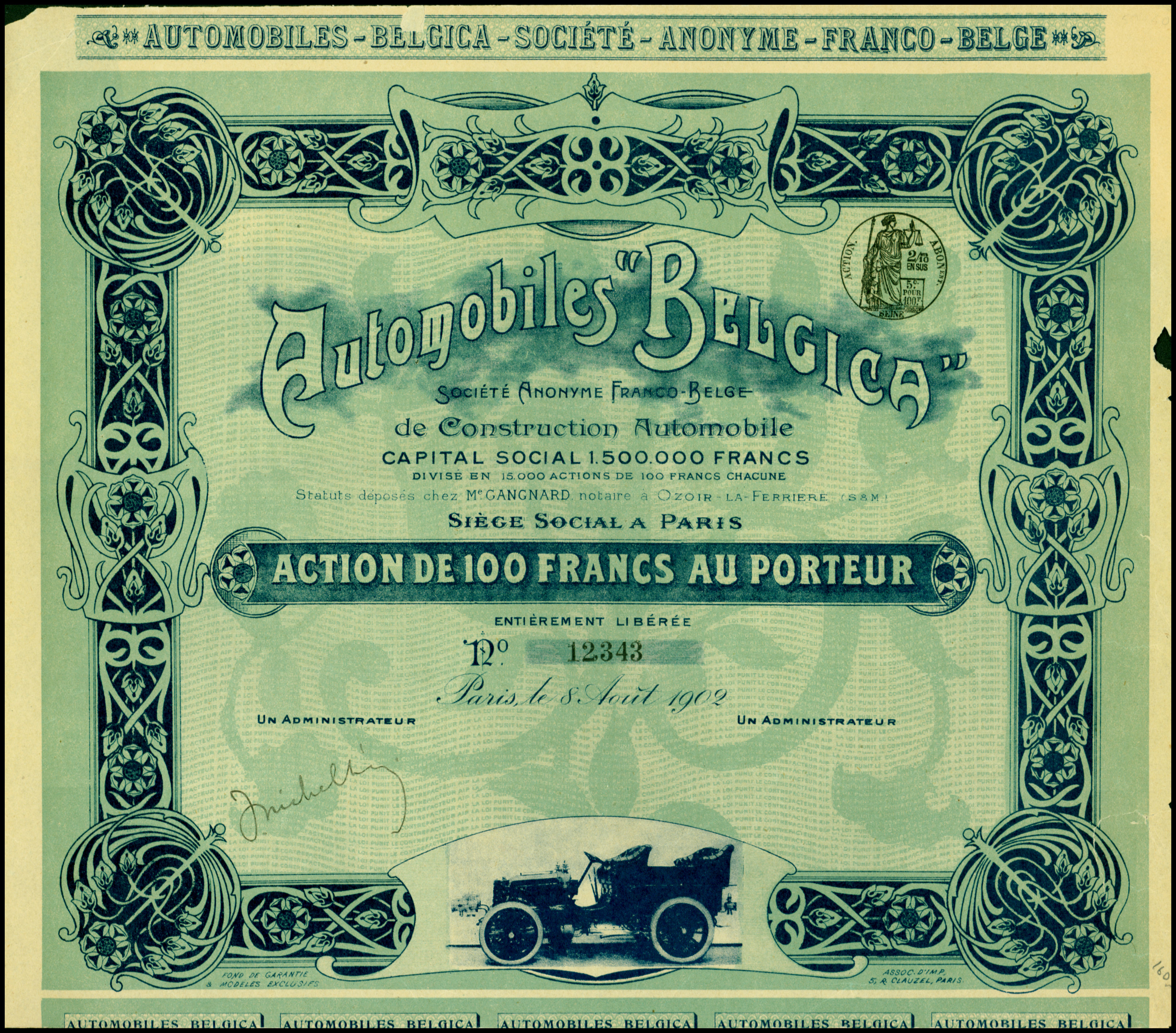
Aandeel van Belgica (1902)

Belgica is een Belgische fabrikant van auto's, motorfietsen en fietsen uit Brussel. De productie begon in 1885. Belgica produceerde motorfietsen met één, 
twee of vier cilinders.
De eerste auto werd in 1901 op het salon te Antwerpen tentoongesteld. Belgica verhuisde van Brussel naar Zaventem.
In 1909 sloot de firma haar deuren, waarna de fabriek werd overgenomen door Excelsior.